# أغا بابا سنغ
أغا بابا سنغ هي قرية في مقاطعة ورزقان، إيران. عدد سكان هذه القرية هو 487 في سنة 2006.